# Living in Bondage
Living in Bondage es una película nigeriana de suspenso y drama nigeriana dirigida por Chris Obi Rapu, escrita por Kenneth Nnebue y Okechukwu Ogunjiofor, producida por Ogunjiofor y patrocinada por Jafac Wine. Fue filmada directamente en video y protagonizada por Kenneth Okonkwo y Nnenna Nwabueze. Es considerado el primer video casero que logró ser un éxito de taquilla en Nigeria.
Charles Okpaleke adquirió los derechos de la película en agosto de 2015 por un período de diez años bajo su productora Play Entertainment Network. El 2 de noviembre de 2019, se estrenó en Lagos la secuela, Living in Bondage: Breaking Free.

## Sinopsis
Andy Okeke (Kenneth Okonkwo) y su esposa Merit (Nnenna Nwabueze) enfrentan varios obstáculos: despidos, infidelidad, la pérdida de sus ahorros en una inversión falsa y propuestas indecentes de hombres lujuriosos, incluido el jefe de Merit, Ichie Million (Francis Agu) y el jefe Omego (Kanayo O. Kanayo). Andy compara constantemente su falta de fortuna con el éxito de sus compañeros, especialmente el de su viejo amigo Paul (Okechukwu Ogunjiofor). A pesar del apoyo y la paciencia de Merit, Andy está casi deprimido, decidido a obtener riqueza por cualquier medio posible, y el hábil Paul revela su secreto: un culto satánico en el que los miembros prometen su lealtad a Lucifer y matan a sus seres queridos de forma ritualizada, obteniendo a cambio una enorme riqueza. Después de muchas dudas, Andy acepta a regañadientes sacrificar a la persona que más ama: Merit, quien muere en el hospital días después del ritual, pero no antes de maldecir la traición de su marido.
El repentino cambio económico de Andy y su matrimonio tres meses después de la muerte de Merit despiertan sospechas entre sus ex suegros, quienes lo acusan de haber asesinado a su hija. Aunque ese no es el mayor de sus problemas: la constante interferencia de los paparazzi en su vida diaria, su nueva esposa Ego (Ngozi Nwosu) huyendo con su dinero después de que él se desmayara en su boda y el fantasma de Merit atormentándolo y aterrorizándolo cuando menos lo espera.  
Frustrado, Andy pide ayuda al culto satánico, pero cuando el sacerdote principal (Daniel Oluigbo) insiste en que solo puede pacificar el espíritu de su difunta esposa cegándose y castrándose a sí mismo, él se niega y se trastorna mentalmente, viviendo como un vagabundo bajo un paso elevado de Lagos hasta que Tina (Rita Nzelu), una ex prostituta que Andy presentó previamente al culto como un señuelo antes de que su engaño fuera expuesto, lo lleva a su iglesia. Finalmente él confiesa el asesinato de Merit, y su madre (Grace Ayozie) llora ante la tumba de su difunta nuera, pidiendo perdón.
Al final de la película, Andy, ahora curado de su locura, se encuentra con los cristianos evangélicos quienes le aseguran que sus pecados han sido perdonados.

## Elenco
- Kenneth Okonkwo como Andy Okeke[11]
- Nnenna Nwabueze como Merit, esposa de Andy
- Kanayo O. Kanayo como Jefe Omego, miembro de una secta
- Felicia Mayford como Obidia
- Francis Agu como Ichie Million, miembro de una secta y jefe de Merit.
- Okechukwu Ogunjiofor como Paul, amigo y miembro de una secta de Andy[12]
- Ngozi Nwaneto como Caro, amiga de Merit y novia de Paul
- Ngozi Nwosu como Ego, la amante de Andy
- Clement Offiaji como Robert, un estafador
- Chizoba Bosah como tía de Merit
- Bob-Manuel Udokwu como Mike, miembro de una secta
- Sydney Diala como miembro de culto e iniciador
- Daniel Oluigbo como sumo sacerdote de culto
- Obiageli Molugbe como madre de culto
- Rita Nzelu como Tina, prostituta local
- Jennifer Okere como Chinyere, amiga de Caro
- Ruth Osu como vecina de Andy y Merit
- Grace Ayozie como la madre de Andy
- Benjamin Nwosu como el padre de Andy

## Secuela
En 2015, el veterano actor Ramsey Nouah y Charles Okpaleke adquirieron los derechos de Living In Bondage para realizar una posible adaptación que se filmaría en Europa y América, así como en Nigeria. La noticia se confirmó en Instagram, aunque permaneció en el infierno del desarrollo durante tres años.
En 2018, Nouah anunció que su proyecto no sería una adaptación, sino una secuela titulada Living in Bondage: Breaking Free. La película se estrenó el 8 de noviembre de 2019, convirtiéndose en la undécima película nigeriana más taquillera. Nouah, quien interpreta al nuevo sacerdote principal del culto, debutó como director, con los actores originales Okonkwo, Udokwu y Kanayo uniéndose al elenco. La historia se centra en el hijo de Andy, Nnamdi, y su búsqueda de riqueza, al igual que su padre.
Se estrenó en Netflix en mayo de 2020.